# Pastorale d'été
Pastorale d’été, H. 31 (Pastoral de verano), es un corto poema sinfónico para orquesta de cámara de Arthur Honegger. Su inspiración es fruto del verano que el compositor pasó en los Alpes suizos sobre Berna en 1920. Tiene una duración aproximada de siete u ocho minutos.
Pastorale d'été se escribió en agosto de 1920 en Wengen en Suiza. Fue la primera obra orquestal relevante de Honegger antes de que compusiera su Horace victorieux, compuesta justo después durante el invierno de 1920-21.
La partitura de Pastorale d'été cuenta con un epígrafe de Arthur Rimbaud: J'ai embrassé l'aube d'été (Me he sumido en un atardecer de verano). Está orquestada para cuerdas, maderas a uno (flauta, oboe, clarinete y fagot) y trompa. La obra es atmosférica, plácida y comedida, descrita como una obra que recuerda a Prélude à l'après-midi d'un faune (Preludio a la siesta de un fauno de Claude Debussy). Parece evocar una impresión musical de un tranquilo amanecer en los Alpes suizos. La pieza comienza con tema lánguido y ascendente tomado por la trompa, que luego retoman las cuerdas. Tras el solo de trompa hay otro tema pastoral y evocativo en el oboe, acompañado con los revoloteos que hace la flauta. La instrumentación encaja con la naturaleza pastoral del tema y el ambiente de las secciones externas. La sección central es mucho más viva y está orquestada de manera muy colorida. El tema principal regresa para cerrar la pieza en el mismo clima tranquilo que al comienzo. La obra está dedicada a Alexis Roland-Manuel.
Su estreno tuvo lugar el 17 de febrero de 1921 en París, bajo la dirección de Vladimir Golschmann. La obra ganó el Premio Verley, galardón concedido según el criterio del público.
La obra forma parte del repertorio general para orquesta y a menudo se interpreta en conciertos. El mismo Honegger dirigió una grabación de la obra, así como Hermann Scherchen, Jean Martinon (1971), Michel Plasson (1991), Leonard Bernstein, David Zinman, Thierry Fischer, Charles Dutoit, entre muchos otros.